# فرودگاه داوچنگ یادینگ
فرودگاه داوچنگ یادینگ (به انگلیسی: Daocheng Yading Airport) یک فرودگاه همگانی است . این فرودگاه در کشور چین قرار دارد و در ارتفاع ۴۴۱۰ متری از سطح دریا واقع شده‌است.

## شرکت‌های هواپیمایی و مقصدهای پروازی
| شرکت‌های هواپیمایی  | مقصدهای پروازی                                                            |
| ------------------ | ------------------------------------------------------------------------- |
| ایر چاینا          | چنگدو شوانگلیو                                                            |
| هواپیمایی شرقی چین | چنگدو شوانگلیو، لوژو لانتیان، شی‌آن شیان‌یانگ                               |
| سیچوان ایرلاینز    | چنگدو شوانگلیو، چنگچینگ ییانگبی، هانگجو ژیاشان، کانگدینگ، کونمینگ چانگشوی |